# José Antonio Benton
José Antonio Benton, eigentlich Hans Gustav Elsas, Pseudonym Helmut Gaupp-Turgis (* 1. März 1894 in Stuttgart; † August 1986 in Niterói) war ein deutscher Rechtsanwalt und Schriftsteller.

## Leben
José Antonio Benton entstammt einer angesehenen jüdischen Familie in Stuttgart. Er studierte Jura in Tübingen und Romanistik an der Universität München bei Karl Vossler. Seit 1923 war er als Rechtsanwalt in Stuttgart zugelassen. Er schrieb für führende Zeitungen, u. a. die Frankfurter Zeitung. Seine Tragödie Das Klagelied wurde 1927 vom Württembergischen Landestheater aufgeführt. Unter seinem Pseudonym Helmut Gaupp-Turgis veröffentlichte er 1934 seinen satirischen Gesellschaftsroman Der Biedermann, der im Stuttgart der Biedermeierzeit spielt. Als die Reichsschrifttumskammer Benton 1935 verbot, literarisch tätig zu sein, beschloss er, mit seiner Familie nach Brasilien auszuwandern. Seine Frau Maria Theresia Elsas erkannte schon früh die Bedrohung der Nationalsozialisten und drängte auf Auswanderung. So verließ die Familie 1936 per Schiff Deutschland um in Brasilien eine neue Heimat zu finden.

## Exil in Brasilien
Im brasilianischen Exil wurde Benton Professor für altgriechische Sprache und Literatur an der Universität von Assis in São Paulo. Er widmete sich hauptsächlich dem Studium der brasilianischen Literatur des 16., 17. und 18. Jahrhunderts sowie der brasilianischen Volksdichtung. Benton verwendete Motive und Erzählungen der brasilianischen Folklore in seinem 1938 veröffentlichten Roman Tarpán. Mythe vom letzten Mongolenzug und auch in weiteren Romanen und Erzählungen wie Die Cambrésische Hochzeit, Die Söhne Tamangos, Calangro oder Das Friedensfest der Tiere.
„Den Mythen und den brasilianischen Volkserzählungen ist Benton nachgegangen, hat sie sich vom Caboclo, vom Holzfäller vom Jäger und Fischer und anderen Eingeborenen in ihren Häusern und Gaststätten erzählen lassen, hat sie außerdem aus alten Druckschriften hervorgeholt und ähnlich wie es die Brüder Grimm mit den deutschen Märchen getan haben, durch eigene und sehr eigentümliche Formgebung zu neuem Leben erweckt.“, schrieb Max Hermann Mayer.
1959 wurde Benton Direktor der brasilianischen Goethe-Gesellschaft und Präsident der Goethe-Akademie in São Paulo. 1970 zogen Benton und seine Frau Maria Theresia nach Niterói bei Rio de Janeiro, wo er im August 1986 starb. In seine Heimatstadt Stuttgart kehrte Benton nie zurück. Sein Nachlass, der sich in Privatbesitz befindet, harrt noch der Aufarbeitung.

## Werke
- Das Klagelied: Tragödie. S. Fischer, Berlin 1927.
- (unter dem Pseudonym Helmut Gaupp-Turgis): Der Biedermann. Roman. Propyläen-Verlag, Berlin 1934.
- Tarpán. Mythe vom letzten Mongolenzug. H. Goverts Verlag, Hamburg 1938.
- Die Söhne Tamangos. Eine brasilische Odyssee. Claassen & Goverts, Hamburg 1948.
- Die Cambrésische Hochzeit. Claassen, Hamburg 1950.
- Calangro oder Das Friedensfest der Tiere. Claassen, Hamburg 1954.